# Paris Masters 2019 - Qualificazioni singolare
Le qualificazioni del singolare del Paris Masters 2019 sono state un torneo di tennis preliminare per accedere alla fase finale della manifestazione. I vincitori dell'ultimo turno sono entrati di diritto nel tabellone principale. In caso di ritiro di uno o più giocatori aventi diritto a questi sono subentrati i lucky loser, ossia i giocatori che hanno perso nell'ultimo turno ma che avevano una classifica più alta rispetto agli altri partecipanti che avevano comunque perso nel turno finale.

## Teste di serie
1. Albert Ramos Viñolas (primo turno)
2. Pablo Cuevas (spostato nel tabellone principale)
3. Sam Querrey (qualificato)
4. Alexander Bublik (primo turno)
5. Juan Ignacio Londero (primo turno)
6. John Millman (primo turno)

1. Miomir Kecmanović (primo turno)
2. Lorenzo Sonego (primo turno)
3. Cameron Norrie (qualificato)
4. Feliciano López (primo turno)
5. Pablo Andújar (primo turno)
6. Casper Ruud (qualificato)

## Qualificati
1. Jérémy Chardy
2. Cameron Norrie
3. Sam Querrey

1. Yoshihito Nishioka
2. Casper Ruud
3. Ričardas Berankis

### Lucky loser
1. Damir Džumhur
2. Andreas Seppi

1. Corentin Moutet

## Tabellone

### Legenda
| - Q = Qualificato - WC = Wild card - LL = Lucky loser | - ALT = Alternate - SE = Special Exempt - PR = Protected Ranking | - w/o = Walkover - r = Ritirato - d = Squalificato |

### Sezione 1
|  | Primo turno | Primo turno          | Primo turno          | Primo turno | Primo turno |  |  | Ultimo turno | Ultimo turno    | Ultimo turno | Ultimo turno | Ultimo turno |  |
|  |             |                      |                      |             |             |  |  |              |                 |              |              |              |  |
|  | 1           | Albert Ramos Viñolas | Albert Ramos Viñolas | 4           | 4           |  |  |              |                 |              |              |              |  |
|  |             | Jérémy Chardy        | Jérémy Chardy        | 6           | 6           |  |  |              | Jérémy Chardy   | 62           | 7            | 6            |  |
|  | WC          | Corentin Moutet      | 3                    | 6           | 6           |  |  | WC           | Corentin Moutet | 7            | 63           | 2            |  |
|  | 8           | Lorenzo Sonego       | 6                    | 3           | 0           |  |  |              |                 |              |              |              |  |

### Sezione 2
|  | Primo turno | Primo turno             | Primo turno       | Primo turno | Primo turno |  |  | Ultimo turno | Ultimo turno   | Ultimo turno | Ultimo turno | Ultimo turno |  |
|  |             |                         |                   |             |             |  |  |              |                |              |              |              |  |
|  | Alt         | Egor Gerasimov          | 5                 | 6           | 6           |  |  |              |                |              |              |              |  |
|  |             | Roberto Carballés Baena | 7                 | 3           | 4           |  |  | Alt          | Egor Gerasimov | 6            | 5            | 63           |  |
|  |             | Federico Delbonis       | Federico Delbonis | 3           | 64          |  |  | 9            | Cameron Norrie | 2            | 7            | 7            |  |
|  | 9           | Cameron Norrie          | Cameron Norrie    | 6           | 7           |  |  |              |                |              |              |              |  |

### Sezione 3
|  | Primo turno | Primo turno       | Primo turno       | Primo turno | Primo turno |  |  | Ultimo turno | Ultimo turno   | Ultimo turno   | Ultimo turno | Ultimo turno |  |
|  |             |                   |                   |             |             |  |  |              |                |                |              |              |  |
|  | 3           | Sam Querrey       | Sam Querrey       | 6           | 6           |  |  |              |                |                |              |              |  |
|  | WC          | Elliot Benchetrit | Elliot Benchetrit | 4           | 2           |  |  | 3            | Sam Querrey    | Sam Querrey    | 7            | 6            |  |
|  | WC          | Rayane Roumane    | 6                 | 4           | 7           |  |  | WC           | Rayane Roumane | Rayane Roumane | 5            | 1            |  |
|  | 7           | Miomir Kecmanović | 3                 | 6           | 6           |  |  |              |                |                |              |              |  |

### Sezione 4
|  | Primo turno | Primo turno        | Primo turno      | Primo turno | Primo turno |  |  | Ultimo turno | Ultimo turno       | Ultimo turno | Ultimo turno | Ultimo turno |  |
|  |             |                    |                  |             |             |  |  |              |                    |              |              |              |  |
|  | 4           | Alexander Bublik   | Alexander Bublik | 65          | 5           |  |  |              |                    |              |              |              |  |
|  |             | Andreas Seppi      | Andreas Seppi    | 7           | 7           |  |  |              | Andreas Seppi      | 3            | 6            | 5            |  |
|  |             | Yoshihito Nishioka | 62               | 6           | 6           |  |  |              | Yoshihito Nishioka | 6            | 3            | 7            |  |
|  | 10          | Feliciano López    | 7                | 3           | 2           |  |  |              |                    |              |              |              |  |

### Sezione 5
|  | Primo turno | Primo turno          | Primo turno          | Primo turno | Primo turno |  |  | Ultimo turno | Ultimo turno | Ultimo turno | Ultimo turno | Ultimo turno |  |
|  |             |                      |                      |             |             |  |  |              |              |              |              |              |  |
|  | 5           | Juan Ignacio Londero | Juan Ignacio Londero | 62          | 4           |  |  |              |              |              |              |              |  |
|  | WC          | Hugo Gaston          | Hugo Gaston          | 7           | 6           |  |  | WC           | Hugo Gaston  | 4            | 6            | 3            |  |
|  |             | Mikael Ymer          | 4                    | 6           | 4           |  |  | 12           | Casper Ruud  | 6            | 3            | 6            |  |
|  | 12          | Casper Ruud          | 6                    | 3           | 6           |  |  |              |              |              |              |              |  |

### Sezione 6
|  | Primo turno | Primo turno       | Primo turno       | Primo turno | Primo turno |  |  | Ultimo turno | Ultimo turno      | Ultimo turno | Ultimo turno | Ultimo turno |  |
|  |             |                   |                   |             |             |  |  |              |                   |              |              |              |  |
|  | 6           | John Millman      | John Millman      | 2           | 6(1)        |  |  |              |                   |              |              |              |  |
|  |             | Ričardas Berankis | Ričardas Berankis | 6           | 7           |  |  |              | Ričardas Berankis | 6            | 3            | 7            |  |
|  | Alt         | Damir Džumhur     | Damir Džumhur     | 6           | 6           |  |  | Alt          | Damir Džumhur     | 3            | 6            | 64           |  |
|  | 11          | Pablo Andújar     | Pablo Andújar     | 3           | 0           |  |  |              |                   |              |              |              |  |